# Tris(2-aminoethyl)amin

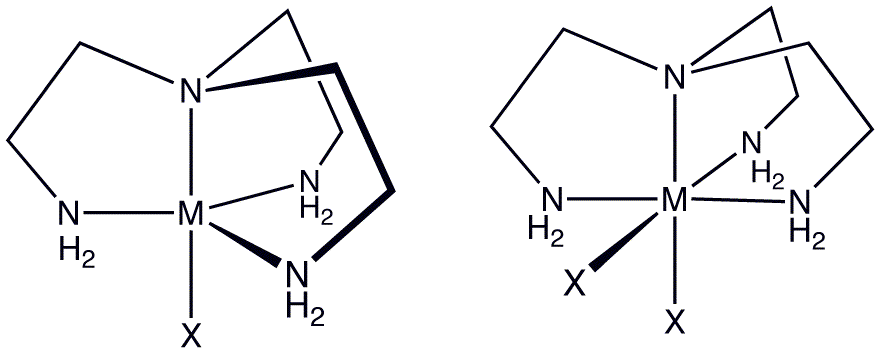
Struktury trigonálně bipyramidálních a oktaedrických komplexů typů M(tren)X (left, C_{3v} symmetry) a M(tren)X_{2}

Tris(2-aminoethyl)amin (zkráceně tren nebo TREN) je organická sloučenina se vzorcem N(CH2CH2NH2)3, bezbarvá kapalina mísitelná s vodou. Molekula obsahuje jednu terciární a tři primární aminové skupiny. Využití má jako překřižovací činidlo ve výrobě polyiminů a v koordinační chemii jako ligand.
Tren je C3-symetrický tetradentátní chelatující ligand, vytvářející stálé komplexy s přechodnými kovy, tyto kovy se v nich nejčastěji vyskytují v oxidačních číslech +2 a +3. Komplexy TRENu nemívají mnoho izomerů, například [Co(tren)X2]+, kde X je halogenid nebo pseudohalogenid, má jediný nechirální izomer. Oproti tomu [Co(trien)X2]+ vytváří pět různých diastereomerů, z nichž jsou čtyři chirální. Přestože je tren zpravidla tetradentátní, tak může fungovat i jako tridentátní ligand, kde jedna z primárních aminových skupin není koordinovaná. Jako trifunkční amin vytváří tren za přítomnosti fosgenu triizokyanát. Tren je běžnou nečistotou v častěji používaném triethylentetraminu („trien“).
Tris(2-aminoethyl)amin kondenzuje s aldehydy, čímž vznikají iminy.

## N-methylované deriváty
Permethylovaný derivát trenu má vzorec N(CH2CH2NMe2)3. Me6tren vytváří mnoho různých komplexů, ale na rozdíl od trenu nestabilizuje Co3+.
Jsou známy i odpovídající aminotrifosfiny, například N(CH2CH2PPh2)3 (tající při 101–102 °C), připravovaný z tris(2-chlorethyl)aminu.
Je popsán i N,N,N-trimethyltren, N(CH2CH2NHMe)3.

## Bezpečnost
(H2NCH2CH2)3N je, jako i jiné polyaminy, žíravý. Způsobuje těžké popáleniny na kůži, poškozuje oči a dýchací cesty. Také je toxický při požití. Rovněž se jedná o hořlavou látku.